# Microvalgus quinquedentatus
Microvalgus quinquedentatus är en skalbaggsart som beskrevs av Lea 1914. Microvalgus quinquedentatus ingår i släktet Microvalgus och familjen Cetoniidae. Inga underarter finns listade i Catalogue of Life.